# William Dunlap

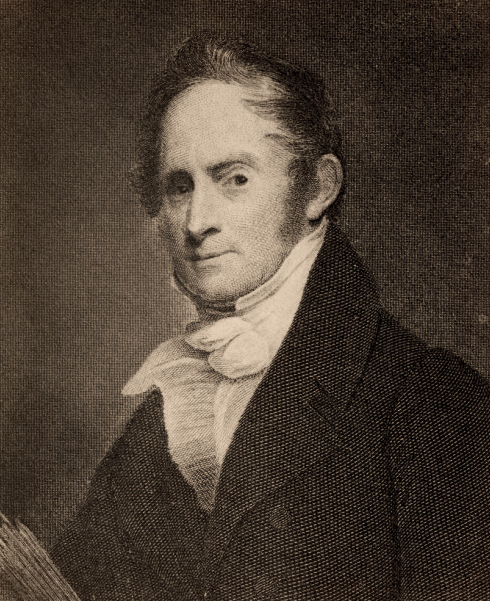
William Dunlap (gravure)

William Dunlap (19 februari 1766 - 28 september 1839) was een pionier van het Amerikaanse theater en een portretschilder. 
Dunlap was een producer, toneelschrijver en acteur, maar ook historicus. Hij was manager van twee van de oudste en belangrijkste theaters van New York: die van John Street Theatre (1796-98) en van het Park Theatre (1798-1805). Daarnaast was hij ook een kunstenaar.
Hij werd geboren in Perth Amboy, New Jersey, als zoon van een legerofficier die in 1759 gewond werd in de Slag bij Québec. In 1783 maakte Dunlop een portret van George Washington, nu eigendom van de Senaat van de Verenigde Staten, en studeerde in Londen kunst onder Benjamin West. Na zijn terugkeer naar Amerika in 1787 werkte hij gedurende 18 jaar uitsluitend voor het theater. Het schilderen nam hij uit economische noodzaak pas weer op in 1805. Tegen 1817 was hij een fulltime schilder. 
Dunlap produceerde meer dan zestig toneelstukken, waarvan de meeste adaptaties of vertalingen waren uit Franse of Duitse werken. Enkele waren origineel: deze waren gebaseerd op Amerikaanse thema's en voerden Amerikaanse personages ten tonele. Dunlap is echter vooral bekend om zijn encyclopedische driedelige History of the Rise and Progress of the Arts of Design in the United States, dat werd gepubliceerd in 1834, en nu een onschatbare bron van informatie is over kunstenaars, verzamelingen en het artistieke leven in de koloniale en federale periodes.

## Werk (selectie)
- The Father (1789)
- André (1798)
- The Stranger (1798)
- False Shame (1799)
- The Virgin of the Sun (1800)
- Memoirs of George Frederick Cooke (1813)
- A Trip to Niagara (1828)
- History of the American Theater, 2 vols. (1832)

- Biblioteca Nacional de España: XX911909
- Bibliothèque nationale de France: cb149732318 (data)
- Gemeinsame Normdatei: 118672754
- International Standard Name Identifier: 0000 0000 8091 9244
- Library of Congress Control Number: n50029736
- Nationale Bibliotheek van Tsjechië: xx0259795
- Nationale Bibliotheek van Israël: 987007279617005171
- Nederlandse Thesaurus van Auteursnamen: 070448345
- RKD-Nederlands Instituut voor Kunstgeschiedenis: 24869
- SNAC: w60z71mm
- Système universitaire de documentation: 06703859X
- Union List of Artist Names: 500027594
- Virtual International Authority File: 12464592
- WorldCat: E39PBJyRvtT3X7cyWkf9mWM9Dq